# جئوکسانگسان
جئوکسانگسان (به لاتین: Jeoksangsan) یک کوه در کره جنوبی است که در Jeollabuk-do, South Korea واقع شده‌است. جئوکسانگسان ۱٬۰۳۴ متر بالاتر از سطح دریا واقع شده‌است.